# فهرست کلک‌بازی‌ها و شایعه‌ها
در زیر فهرستی از کلک‌بازی‌ها (Hoax) و شایعه‌ها را مشاهده می‌کنید:
- دروغ اول آوریل: روز دروغ آوریل در بسیاری از کشورها به عنوان یک روز ویژه با گفتن دروغ‌هایی به شوخی در ۱ آوریل گرامی داشته می‌شود.
- دروغ پسر بادکنکی: به جریانی ساختگی گفته می‌شود که در ۱۵ اکتبر ۲۰۰۹ در کلورادو اتفاق افتاد. در این جریان یک زوج به نام‌های ریچارد و مایومی هین یک بادکنک پر از گاز هلیم را رها کردند تا در اتمسفر صعود کند و سپس ادعا کردند که پسر ۶ ساله‌شان «فالکن» درون این بادکنک است.
- حلقه‌های کشتزار: شکل‌های بسیار بزرگی روی مزارع شکل‌هایی هستند که با خم شدن محصولات کشاورزی مانند گندم، جو، ذرت به وجود می‌آیند. بیشتر فرضیه‌ها، این دایره‌ها را حاصل نشستن سفینه آدم‌فضایی‌ها یا فرایندهای فراطبیعی می‌دانند.[نیازمند منبع]
- دیر صهیون: نام چندین گروه حقیقی و خیالی است بحث‌برانگیزترین آن «سازمان برادری» است که در سال ۱۹۵۶ توسط pierre Plantard تأسیس شد و اعتقاد به ادامه نسب مسیح داشت.[نیازمند منبع]
- هیولای لخ‌نس: موجودی عظیم‌الجثه و ماقبل‌تاریخی که گفته می‌شود در آب‌های عمیق دریاچهٔ نس) واقع در اسکاتلند زندگی می‌کند.
- شطرنج‌باز ترک: ماشین شطرنج‌باز جعلی به شکل انسان بود که به مدت ۸۴ سال از سال ۱۷۷۰ تا سال ۱۸۵۴ توسط صاحبانش به عنوان دستگاه تمام اتوماتیک معرفی می‌شد.
- لوگوی پپسی روی ماه شایعه‌ای بود که اولین بار توسط ایسنا منتشر گردید و منبع اصلی خبرش مدیرگروه روابط عمومی دانشگاه جامع علمی کاربردی واحد فرهنگ و هنر کرمانشاه بود و چند روزی در شبکه‌های اجتماعی دست به دست می‌شد، البته ایسنا خبر اولیه را از دسترس خارج کرد. این خبر باعث شد هزاران تن از ایرانیان، ساعت ۱۰ و نیم سه‌شنبه‌شب، ۱۶ خرداد ماه، به پشت بام‌ها شتافتند تا تبلیغ شرکت پپسی کولا را بر روی ماه را مشاهده کنند، اما پس از آنکه دقایق طولانی به ماه خیره شدند، نشانی از تبلیغ مورد نظر نیافتند؛ چرا که این خبر از اساس واقعیت نداشت.[۱][۲][۳]
- دی هیدروژن مونوکسید فریبنده: «دی هیدروژن مونوکسید» یا نام شیمیایی آب، یک شوخی است که برای به فکر وادار کردن مردم استفاده می‌شود تا هر گفتاری را سهل باور نکنند و کمی روی آن فکر کنند.
- ماجرای سوکال: ماجرای سوکال، که به شوخی فریب‌آمیز سوکال نیز معروف است، مربوط می‌شود به چاپ یک مقاله در باب مفاهیم پسانوگرا توسط آلن سوکال، استاد فیزیک دانشگاه نیویورک. در سال ۱۹۹۶، وی مقاله‌ای در نشریه پسانوگرای متن اجتماعی به چاپ رساند. هدف وی آزمودن سخت‌گیری علمی دبیران این نشریه و نشان دادن امکان سوءاستفاده از مفاهیم علمی در متون پسانوگرا بود.
- سن‌سریف: یک کشور جزیره‌ای خیالی که موضوع یک گزارش گسترده روزنامه گاردین برای دروغ اول آوریل سال ۱۹۷۷ بود.